# 교황 베네딕토 5세
교황 베네딕토 5세(라틴어: Benedictus PP. V, 이탈리아어: Papa Benedetto V)는 제131대 교황(재위: 964년 5월 22일 ~ 964년 6월 23일)이다.

## 약력
베네딕토는 로마에 있는 마르켈루스 극장 인근에서 요한이라는 로마인의 아들로 태어났다. 교황으로 선출되기 전에 부제급 추기경이었던 그는 학덕이 출중한 인물로 유명했으며, 이러한 그의 학덕을 높이 평가한 동시대 사람들은 그에게 그라마티쿠스(Grammaticus)라는 별명을 붙여주었다. 서기이기도 했던 베네딕토는 교황 요한 12세의 폐위와 이후 교황 레오 8세의 선출에도 자리를 함께했다.
로마 시민들은 신성 로마 제국 황제 오토 1세가 내세운 레오 8세를 마음에 들어하지 않았기 때문에 오토 1세에 의해 폐위가 선언된 요한 12세를 다시 로마로 불러들였다. 로마에 귀환한 요한 12세는 즉시 시노드를 소집하여 레오 8세를 규탄하며 유죄를 선고했으며, 여기에 베네딕토도 참여했다. 요한 12세가 선종한 후에도 로마 시민들은, 당시 로마를 떠나 이탈리아 중부 리에티에서 오토 1세와 함께 머물러 있던 레오 8세를 받아들이기를 거부했다. 공석이 된 교황좌를 둘러싸고 각 계파 간에 격렬한 다툼이 있은 후, 로마 시민들은 민병대의 지지를 받고 있던 베네딕토를 교황으로 선출하기로 의견을 모았다. 그들은 베네딕토를 교황으로 선출한 다음 대관식을 거행하기에 앞서 대표단을 오토 1세에게 보내 자신들의 결정을 알렸다. 오토 1세는 즉각 로마 시민들의 결정을 거부했으며, 베네딕토의 교황 대관식을 진행하지 말 것을 경고했다. 오토 1세의 답변을 갖고 사절단이 돌아오자, 로마 시민들은 오토 1세의 의견을 무시하고 964년 5월 33일 베네딕토의 대관식을 거행했다. 로마 시민들은 새 교황 베네딕토 5세에게 순명을 서약하며 그를 저버리지 않을 것이며, 또한 오토 1세로부터 그를 보호하겠노라고 맹세했다.
레오 8세를 합법적인 교황으로 인정했던 오토 1세는 이 소식을 듣고 크게 분노했다. 그는 직접 군대를 이끌로 로마로 진격해, 아무도 로마 성벽 밖으로 빠져나오지 못하도록 단단히 포위하였다. 신성 로마 제국의 병사들이 로마 주위의 땅을 모조리 초토화시키면서, 로마에 기근이 찾아왔다. 그리하여 겨 한 되어가 무려 30데나리온까지 값이 치솟았다. 베네딕토 5세는 오토 1세와 그의 병사들을 파문하겠다고 위협하는 것은 물론 로마 성벽을 방어하는 병사들을 격려함으로써 사기를 북돋우려고 했지만, 로마 시민들은 결국 항복하기로 결정했다. 그들은 964년 6월 23일 오토 1세에게 성문을 열어주고, 베네딕토 5세를 넘겨주었다. 베네딕토 5세는 교황의 전례복을 입고 자신을 보필하는 성직자들과 지지자들과 함께 레오 8세가 소집한 시노드에 회부되었으며, 수석부제로부터 레오 8세가 버젓이 살아있는데 어떻게 감히 베드로좌를 찬탈할 수 있느냐며 심문을 받았다. 또한 그는 황제의 동의 없이 교황 선출자가 즉위하지 않겠다고 공동 맹세한 것을 깨트렸다고 비난받았다. 베네딕토 5세는 “만약 제가 죄를 지었다면, 저에게 자비를 베풀어 주시기를 바랍니다.”라고 말했다. 그러자 시노드는 만약 자신의 잘못을 시인하고 새로운 교황에게 복종을 맹세하면 목숨을 살려주겠다고 그에게 약속했다. 이에 베네딕토 5세는 레오 8세의 발 아래 엎드려 자신이 죄인이라고 인정했다.
시노드에 의해 주교품을 박탈당하게 되면서 그의 몸을 두른 팔리움이 강제로 벗겨졌으며, 주교 지팡이는 레오 8세에 의해 산산이 부서졌다. 하지만 오토 1세의 중재 덕분에 베네딕토 5세는 부제품만은 유지할 수 있게 되었다. 오토 1세는 964년 6월 29일 이후 로마를 떠나면서 베네딕토 5세를 데리고 갔다. 베네딕토 5세는 965년 초에 다시 독일로 끌려가 함부르크에 당도하여 그곳의 대주교 아달다그에게 넘겨졌다. 그의 귀양살이는 오래가지 않았다. 아담 폰 브레멘은 다음과 같이 증언했다.
“대주교(아달다그)는 베네딕토가 선종할 때까지 그에게 예의를 갖추었다. 왜냐하면 그는 거룩하고 박식하며 교황으로서의 자격을 충분히 갖추고 있었기 때문이다. … 베네딕토는 이후 우리와 더불어 지내면서 거룩하게 살았으며, 다른 사람들에게 어떻게 해야 착한 생활을 할 수 있는지를 가르쳤다. 로마인들이 그의 복위 의사를 타전할 즈음에 그는 마침내 선종하였다.”
베네딕토 5세는 아달다그 대주교로부터 대우를 잘 받았지만, 다른 많은 사람은 그를 대립 교황으로 여기며 무시하곤 하였다. 아달다그 대주교의 후임자인 리벤티우스 대주교는 다음과 같이 증언했다.
“베네딕토 교황께서 이 지역에 유배되셨을 때, 나는 그분을 찾으려 다녔다. 비록 그분을 만나 그분의 영향을 받지 않도록 하기 위해 갖은 방해를 받기는 했지만, 그분이 살아계시는 동안 나는 충심으로 그분을 지지했다.”
베네딕토 5세는 966년 7월 4일에 선종하였으며, 시신은 함부르크 대성당에 매장되었다. 이후 그의 유해는 988년이 지나기 전 어느 시점에 로마로 운구되었지만, 어디에 매장되었는지는 알려져 있지 않다. 전설에 의하면, 베네딕토 5세는 생전에 자신이 선종한 후에 시신이 독일에 묻혔다가 로마로 옮겨지리라는 것과 오보트리테스의 므스트보이 왕에 의해 983년 함부르크가 초토화가 되리라는 것을 예언했다고 한다.
“노쇠한 내 몸은 이곳에서 먼지로 돌아간다. 내가 죽은 후에 이곳은 외교인들의 칼날 아래 폐허가 될 것이며 짐승들에게 넘겨질 것이다. 그리고 내 시신이 이곳을 떠나기 전까지 항구한 평화가 찾아오지 않을 것이다. 그러므로 내가 집으로 돌아가게 되면, 사도의 전구에 의해 외교인으로 인한 참화가 멈출 것이다.”